# Karlstadt
För andra betydelser, se Karlstadt (olika betydelser).
Karlstadt är en stad i Landkreis Main-Spessart i Regierungsbezirk Unterfranken i förbundslandet Bayern i Tyskland med cirka 15 100 invånare. Staden ligger vid Main och hade 3 089 invånare år 1905. Där finns frukt-, vin- och humleodling. Karlstadt är reformatorerna Andreas Bodensteins och Johannes Draconites födelseort.